# Andreas Daams
Andreas Daams (* 3. Februar 1971 in Goch) ist ein deutscher Schriftsteller und Komponist.

## Leben
Andreas Daams wurde 1971 am Niederrhein geboren. Nach dem Abitur (1990) absolvierte er ein Jahr Wehrdienst als Klavierbegleiter. Es folgten zunächst ein Studium der Musikwissenschaft, Germanistik und Philosophie in Köln, danach Kompositionsstudien an der Robert-Schumann-Hochschule in Düsseldorf bei Manfred Trojahn und an der Hochschule für Musik und Theater München bei Hans-Jürgen von Bose. Er schloss seine Studien im Jahr 2000 mit dem Meisterklassendiplom ab.
1994 war Daams Intendant des Festivals „Bach am Rhein“, 1998/99 musikalischer Leiter des MusikTheaterKöln. Aufführungen seiner Kammeroper „Las Canciones“ nach Johannes vom Kreuz fanden u. a. bei der EXPO 2000 und beim Festival „Theaterzwang 2000“ in Dortmund statt. Er arbeitete auch für die Deutsche Oper am Rhein und die Bühnen der Stadt Köln.
2000 wurde er für das Stück „Trommelfeuer“ beim Wettbewerb „Musik in Europäischen Gärten“ ausgezeichnet, was einen deutschlandweiten Skandal verursachte, bezeichneten Daams und sein Co-Komponist Heiner Frost dieses Stück doch als „Machwerk“, nur zusammengeschustert, um die Jury hinters Licht zu führen.
Andreas Daams erhielt jedoch auch diverse „echte“ Literatur- und Kompositionspreise, darunter den Moerser Literaturpreis 1999, den Satire-Förderpreis „Der Pfefferbeißer“ (München 2002) und den 1. Preis beim Nettetaler Literaturwettbewerb 2006. Für die Gründung des Internet-Musik-Verlags „copy-us“ wurde er beim StartART-Wettbewerb NRW 2001 vom nordrhein-westfälischen Wirtschaftsministerium ausgezeichnet.
Als Autor beschäftigt sich Daams in seinen Satiren und Kurzgeschichten vor allem mit der Absurdität des Daseins. Phantasievoll erdachte Ereignisse und Begebenheiten reizen einerseits zum Lachen, führen andererseits aber auch die unüberwindbare Isolation des denkenden Ich, mithin des Bewusstseins, vor Augen. Zuletzt erschien 2002 sein Kurz- und Kürzestgeschichten-Kompendium Gebäck zum Ich. Daams ist auch als freier Journalist für Tageszeitungen tätig.

## Werke
- Gebäck zum Ich. Geschichten., edition anderswo, 2002, ISBN 3-935861-00-1.
- Scheitern. Anthologie zum Wettbewerb. (Herausgeber), edition anderswo, 2002, ISBN 3-935861-01-X.
- Drei Herren : Satiren, Glossen, Zeichnungen mit Franz Neige, Arno Zweden (Illustrator) und Heiner Frost, edition anderswo, 2003, ISBN 3-935861-06-0.
- Vom Hering und dem Schusterlehrling: Ein Leben zwischen Schaumburg und Schwanenburg (Vorwort, Autor: Hermann Bellenberg), edition anderswo, 2003, ISBN 3-935861-07-9.
- Schaukelpferd tut dir nichts!: Von Kindheit bis zum Greisenalter – Kurzgeschichten aus einem bewusst erlebten Leben (Vorwort, Autor: Hermann Bellenberg), edition anderswo, 2005, ISBN 3-935861-14-1.
- echt.net: Ausgewählte Geschichten des Wettbewerbs „Jugend schreibt“ – Tom-Sawyer-Preis der Stadt Rees (Herausgeber) mit Heiner Frost, edition anderswo, 2006, ISBN 3-935861-16-8.
- „... aber Gaby, so doch nicht!“: Heitere Kurzgeschichten und ein wenig mehr (Vorwort, Autor: Hermann Bellenberg), edition anderswo, 2007, ISBN 3-935861-19-2.
- „Oh, mein Gott!“: Ausgewählte Geschichten des Wettbewerbs „Jugend schreibt“ – Tom-Sawyer-Preis der Stadt Rees (Herausgeber) mit Heiner Frost, edition anderswo, 2008, ISBN 3-935861-24-9.
- Stimmt so! mit Heiner Frost und Rüdiger Dehnen (Fotograf), edition anderswo, 2009, ISBN 3-935861-26-5.